# Halffabricaat

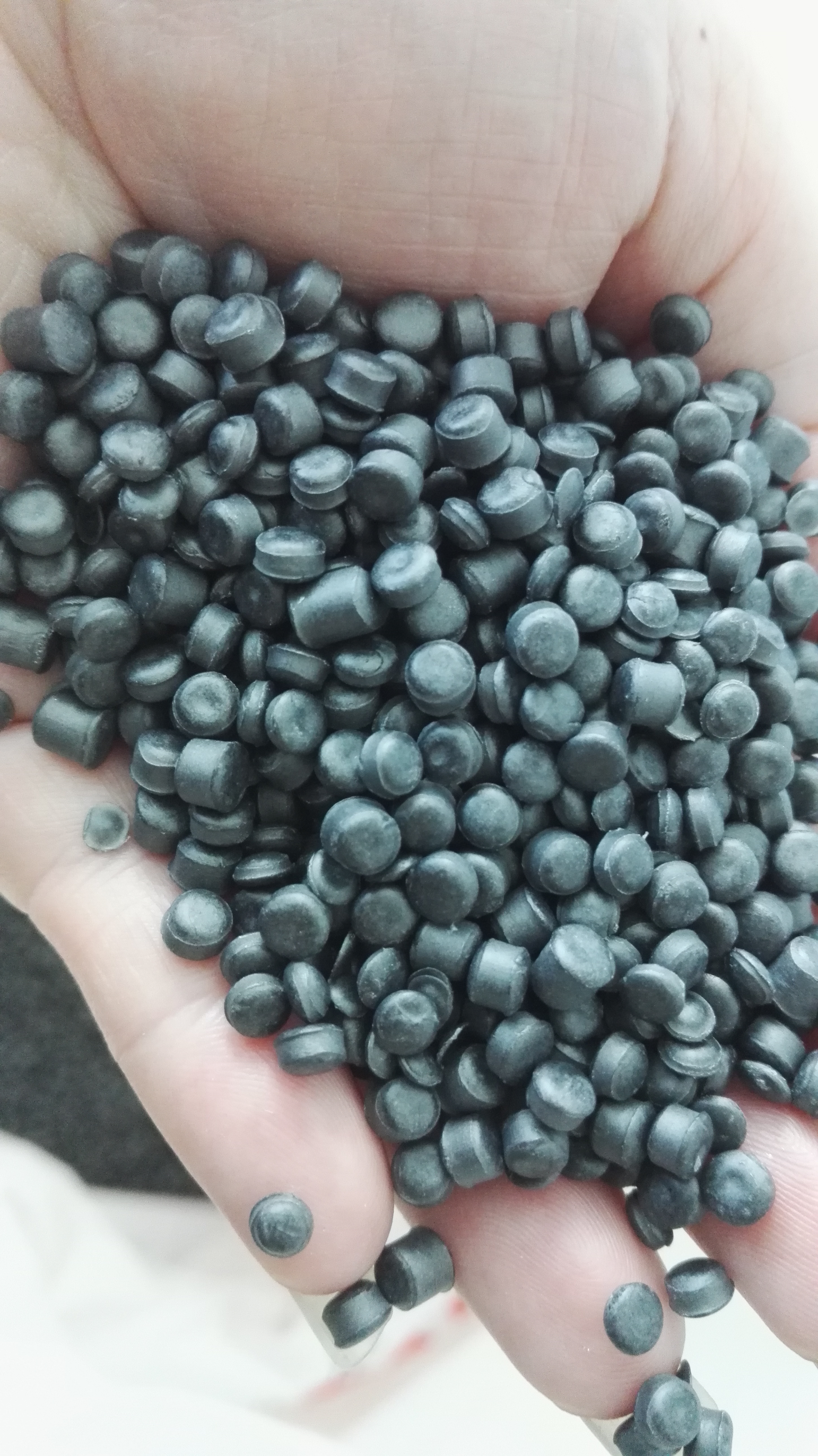
Kunststof pellets

Een halffabricaat is een  grondstof die bewerkt is tot een  verhandelbaar product, dat vervolgens nog verder moet worden bewerkt tot een eindproduct.
Zo kan uit de grondstof bauxiet het metaal aluminium worden gewonnen. Wanneer hier platen van worden gemaakt, is dit een halffabricaat. De platen zelf zijn geen eindproduct, maar kunnen worden verwerkt tot bijvoorbeeld een kast. Veel soorten metalen worden als halffabricaat verhandeld in afgepaste gegoten stukken, metaalbroodjes zoals broodjes tin, ijzer, lood en goud.
Voor kunststof eindproducten worden eerst kunststof pellets als halffabricaat geproduceerd, die vervolgens worden omgesmolten tot kunststofproducten.
Voor de recycling van kunststoffen worden gebruikte kunststoffen eerst gescheiden (op bijvoorbeeld kleur, materiaal), en dan verwerkt tot pellets of granulaat, als halffabricaat. Vervolgens worden er weer nieuwe eindproducten van gemaakt.

## Voorbeelden
Bekende voorbeelden van halffabricaten zijn:
- losse productonderdelen van eindproducten, zoals de automotor

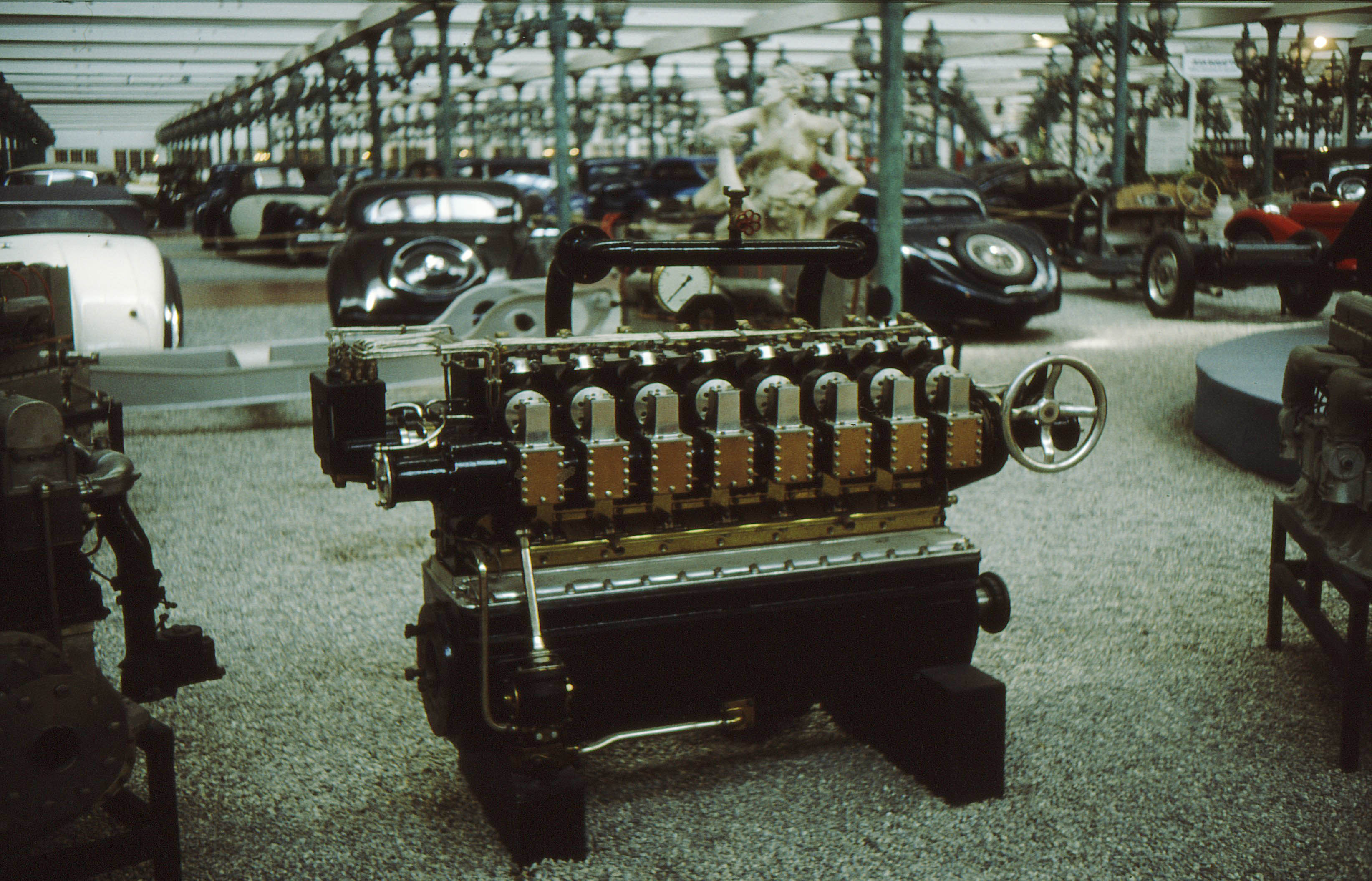
Een automotor is een voorbeeld van een halffabricaat. Het wordt gebruikt in de vervaardiging van het eindproduct, een geassembleerde auto

- pellets
- granulaat
- poeder
- plaatmateriaal (plaatmetaal)
- lingot, metaalbroodje of slab
- knuppel of bloom